# Arsen Sakalov
Arsen Sakalov, född 1962 i Nazran i delrepubliken Ingusjetien i Sovjetunionen, är en rysk medborgarrättsaktivist.
Arsen Sakalov studerade biologi vid universitetet i Groznyj i Tjetjenien. Vid utbrottet av det andra inbördeskriget i Tjetjenien 1999 återvände han till Ingusjetien, engagerade sig för inbördeskrigets offer och tog initiativ till organisationen Juridiska initiativet för Tjetjenien (Pravovaia Initiativa po Chechne).
Arsen Sakalov har arbetat för att få till stånd rättsprocesser för brott mot mänskliga rättigheter, men 2003 tvingade regeringen i Ingusjetien hans organisation att lägga ned. Han är nu samordnare för Ingusjetien för stiftelsen Ryska rättsinitiativet och arbetar med dokumentation och rapportering om övergrepp mot mänskliga rättigheter.
Han fick 2005 års Per Anger-pris med motiveringen: "för att med stora insatser och självuppoffring ha visat att inhumanitet och rättslöshet kan bekämpas med medmänsklighet".